# Col du Lautaret

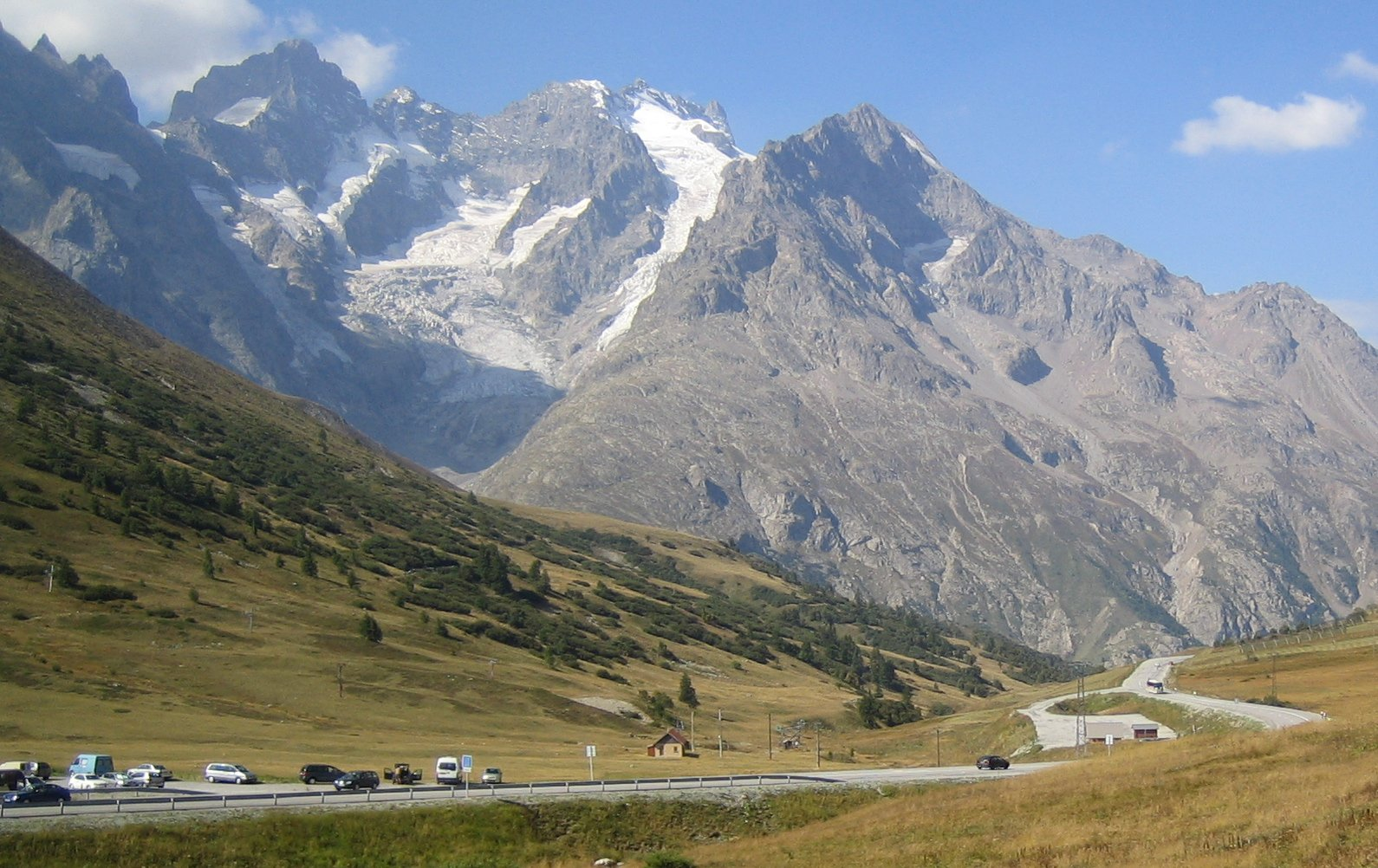
Col du Lautaret

Col du Lautaret je horské silniční sedlo v departmentu Hautes-Alpes ve Francii ležící v nadmořské výšce 2058 m.
Rozděluje hranice mezi údolími Romanche a Guisane. Pramení zde významná řeka Dauphineských Alp Durance.
Údolí jsou propojená s národní cestou 91 (Grenoble – Le Bourg-d'Oisans – Briançon). Lautaret je jedním z nejnižších bodů v linii horského hřebene, který odděluje „sever“ (Rhône-Alpes region) a „jih“ (Provence-Alpes-Côte d'Azur region) zeměpisné oblasti francouzských Alp.
Sedlo bylo formované ledovcem, který tekl dolů na obě strany do dvou údolí, a tento fakt vysvětluje relativně mírné sklony svahů které ze sedla klesají.
Sedlo bylo dlouho používané jako komunikační cesta mezi Grenoblem a městem Briançon, a jako snadný přechod do Itálie přes Alpy. Sedlo je otevřené po celý rok, a jsou z něj krásné výhledy na horu La Meije na jihozápadě a Grand Galibier na severu.
Col du Lautaret je také známé svou botanickou zahradou vybudovanou v jednom ze stylových domů v sedle a svou úlohu také plní při cyklistickém závodu Tour de France. Ze sedla na sever pokračuje silnice na vyšší sedlo Col du Galibier.

## Col du Lautaret na Tour de France
| Rok  | Etapa | Kategorie | Start             | Cíl           | První na vrcholu         |
| ---- | ----- | --------- | ----------------- | ------------- | ------------------------ |
| 2014 | 14    | 1         | Grenoble          | Risoul        | Joaquim Rodríguez (ESP)  |
| 2006 | 15    | 2         | Gap               | Alpe-d'Huez   | David de la Fuente (ESP) |
| 2003 | 9     | 1         | Le Bourg-d'Oisans | Gap           | Danilo Di Luca (ITA)     |
| 1972 | 14    | 3         | Briançon          | Valloire      | Joaquim Agostinho (POR)  |
| 1965 | 17    | 3         | Briançon          | Aix-les-Bains | Francisco Gabica (ESP)   |
| 1962 | 19    | 3         | Briançon          | Aix-les-Bains | Juan Campillo (ESP)      |
| 1960 | 17    | 3         | Briançon          | Aix-les-Bains | Jean Graczyk (FRA)       |
| 1958 | 21    | 3         | Briançon          | Aix-les-Bains | Piet Van Est (NED)       |
| 1953 | 19    | 2         | Briançon          | Lyon          | Jean Le Guilly (FRA)     |
| 1951 | 21    | 3         | Briançon          | Aix-les-Bains | Gino Sciardis (ITA)      |
| 1950 | 19    | 2         | Briançon          | Saint-Étienne | Apo Lazaridès (FRA)      |